# Come te nessuno mai
Come te nessuno mai è un film del 1999 diretto da Gabriele Muccino.

## Trama
1999. Silvio è un liceale di Roma grande amico di Ponzi e innamorato di Valentina, la ragazza del suo amico Martino. Assieme ad altri amici fantasticano sulle ragazze della loro età e partecipano alle rivolte per l'occupazione della scuola. Dopo un bacio con la ragazza di Martino, Silvio si mette nei guai confidando tutto a Ponzi che in seguito sparge la voce. Nel frattempo gli studenti iniziano ad occupare la scuola per manifestare contro il "sistema" con qualsiasi pretesto. L'intento è anche quello di emulare i rispettivi padri che hanno vissuto il periodo del 1968 e lottato per una causa vera. Dopo il confronto con Martino e la fuga dalla scuola assediata dalla polizia, Silvio viene colto di sorpresa dall'amica Claudia che gli confessa i propri sentimenti, ne rimane stupefatto e con lei scopre l'amore.

## Produzione

### Ambientazione
Le scene del film ambientate all'interno della scuola sono state girate nel Complesso del Buon Pastore a Roma.

## Distribuzione
Il film è stato distribuito nei cinema italiani nell'ottobre del 1999.

## Riconoscimenti
- 1999 Sulmonacinema Film Festival
  - Miglior film
- 2000 Brussels International Film Festival
  - Silver Iris per migliore sceneggiatura a Gabriele Muccino, Silvio Muccino, Adele Tulli
- 2000 Buenos Aires International Festival of Independent Cinema
  - Cinematography Award ad Arnaldo Catinari
  - OCIC Award a Gabriele Muccino
- 1999 Castellinaria International Festival of Young Cinema
  - Golden Castle a Gabriele Muccino
- 1999 Festival del cinema di Venezia
  - Rota Soundtrack Award a Paolo Buonvino